# Understed Sogn
Understed Sogn er et sogn i Frederikshavn Provsti (Aalborg Stift).
I 1800-tallet var Karup Sogn anneks til Understed Sogn. Begge sogne hørte til Dronninglund Herred i Hjørring Amt. Understed-Karup sognekommune blev ved kommunalreformen i 1970 indlemmet i Sæby Kommune, som ved strukturreformen i 2007 indgik i Frederikshavn Kommune.
I Understed Sogn ligger Understed Kirke.
I sognet findes følgende autoriserede stednavne:
- Boelsminde (bebyggelse)
- Dal (bebyggelse)
- Dalsmark (bebyggelse)
- Fladholt (bebyggelse)
- Gadholt (bebyggelse)
- Gårdsted (bebyggelse)
- Haldbjerg (bebyggelse)
- Hestvang (bebyggelse)
- Kiis Hede (bebyggelse)
- Kistehøj (areal)
- Klattrup (bebyggelse)
- Knøsen (bebyggelse)
- Krattet (bebyggelse)
- Kvesel (bebyggelse)
- Letholt (bebyggelse)
- Rugtved (bebyggelse)
- Skibtved (bebyggelse)
- Sulbæk (bebyggelse, ejerlav)
- Understed (bebyggelse)
- Vangen (bebyggelse)
- Vrangbæk (bebyggelse)
- Øksnebjerg